# Salma (Einheit)
Die Salma war ein italienisches  und spanisches Volumen- und Gewichtsmaß. Auf Sizilien wurde die Salma auch als Flächenmaß verwendet.

## Italien
Getreidemaß
Im Italienischen unterschied man beim Getreidemaß die Salma rasa, die gestrichene Salma, und die Salma colma oder gehäufte Salma. In verschiedenen Orten wich das Maß ab.
Die Maßkette war allgemein
- 1 Salma = 4 Bisacche (auch Bisaccia, pl. Bisacce) = 16 Tomoli (sg. Tomolo)= 96 Mondelli = 960 Carozzi
- 1 Salma = 4 Bisacche = 16 Tomoli = 64 Mondelli = 256 Carozzi = 1024 Quarti = 4096 Quartigli[1]

Die gestrichene Salma für Weizen und Gerste hatte
- 1 Salma = 14.544,5 Pariser Kubikzoll = 288,51 Liter

Die gehäufte Salma für Bohnen, Erbsen, Linsen, Mais, Lein- und Hanfsamen, Salz und Holzkohlen war
- 1 Salma =  16.871 3/5 Pariser Kubikzoll = 34 ⅔ Liter

Viele Waren wurden aber auch nach Gewicht verkauft. Eine Salma von 20 Tomoli wurde als Salma grossa, die mit 16 Tomoli als Salma generale bezeichnet. Der Tomolo mit 55,5451 Liter war der neapolitanische Begriff, der sizilianische hatte 17,357 Liter.
- - 1 Salma Gerste = 20 Tomoli
  - 1 Salma Haselnüsse = 22 Tomoli = 200 Rotoli
  - 1 Salma Leinsamen = 20 Tomoli = 320 Rotoli
  - 1 Salma Kastanien = 20 Tomoli = 314 Rotoli

Salzmaß
Die Salma, als italienisches Gewichtsmaß für Salz, wurde auch mit Salz-Salma bezeichnet und war ein Maß in Trapani, der Haupt- und Hafenstadt auf Sizilien mit bemerkenswerter Seesalzgewinnung. 
- 1 Salma = 5,4506 Hektoliter, das entsprach 500 Kilogramm[3]

Auf Sardinien entsprach
- 1 Salma Salz = 1400 Libbre/Pfund = 568 Kilogramm[4]

Ölmaß
Als Ölmaß hatte
- 1 Salma = 16 Staja = 8145,35 Pariser Kubikzoll = 161,574 Liter, entsprach 147,31 Kilogramm[5]

Im Königreich Neapel, insbesondere in Gallipoli, war das Ölmaß abweichend und
- 1 Salma = 10 Staja = 320 Pignatte = 810 Pariser Kubikzoll = 161 Liter, entsprach 300 preuß. Pfund

Flächenmaß
Für das Flächenmaß Salma, oder die Aussaat-Salma, war die Maßkette
- 1 Salma = 4 Bisacce = 16 Tomoli = 64 Mondelli = 256 Carozzi = 1024 Quarti = 4096 Quartigli/Quadrat-Canne[6]
- 1 Salma = 174,626 Ar

## Spanien
Die spanische Salma, auch als Tonelada bezeichnet, war ein Getreidemaß in Katalonien.
- 1 Salma = 4 Cuarterna = 48 Cortana = 192 Picotins